# Cochemiea schumannii
Cochemiea schumannii ist eine Pflanzenart aus der Gattung Cochemiea in der Familie der Kakteengewächse (Cactaceae). Das Artepitheton schumannii ehrt den deutschen Botaniker und Kakteenspezialisten Karl Schumann.

## Beschreibung
Cochemiea schumannii bildet für gewöhnlich Polster. Die kugelförmigen Triebe sind meist graugrün, manchmal mit einem violetten Farbton. Sie erreichen Wuchshöhen und Durchmesser von 2 bis 4 Zentimetern. Die Warzen enthalten keinen Milchsaft, sind kurz, dick und an der Basis viereckig. Die Axillen sind anfangs leicht wollig und werden später kahl. Der für gewöhnliche eine Mitteldorn, selten sind 2 bis 4 vorhanden, ist kräftig, reinweiß bis dunkelbraun und wird 10 bis 15 Millimeter lang. Einer der Mitteldornen ist für gewöhnlich gehakt. Die 9 bis 15 Randdornen sind nadelartig, dünn und weiß mit einer dunklen Spitze. Sie werden 6 bis 12 Millimeter lang.
Die glockenförmig-trichterigen, rosaroten Blüten sind 30 bis 40 Millimeter im Durchmesser. Sie besitzen eine sehr kurze Blütenröhre. Die Kelchblätter sind lanzettlich spitzlich. Die breitlanzettlichen Kronblätter haben eine auslaufende Spitze und einen spreizenden Saum. Der Griffel ist schlank, die grüne bis braunrosa Narbe sechsteilig.

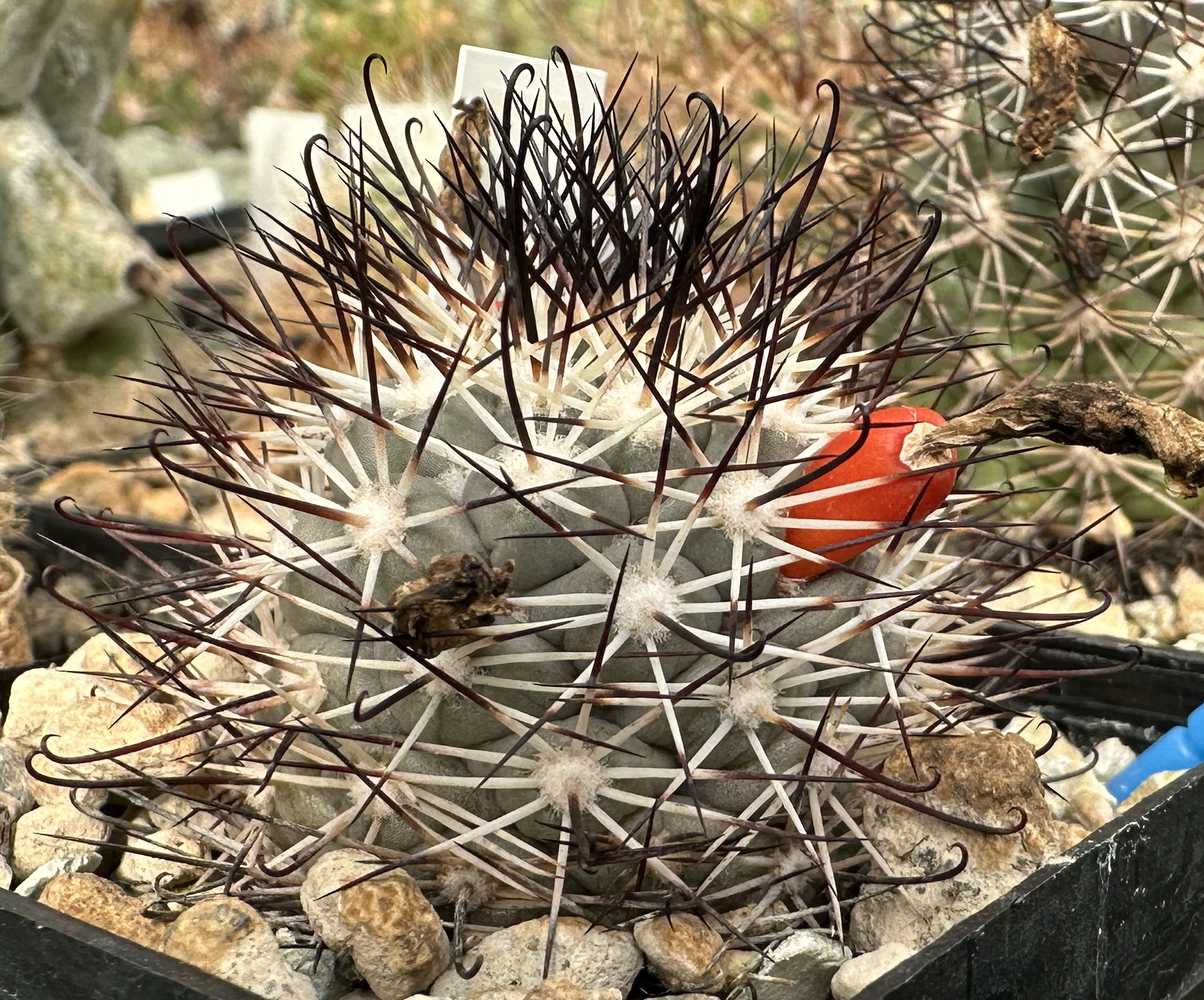
Pflanze mit reifer Frucht

Die fast trockenen, scharlachroten Früchte sind 15 bis 20 Millimeter lang und enthalten schwarze Samen.

## Verbreitung, Systematik und Gefährdung
Cochemiea schumannii ist im mexikanischen Bundesstaat Baja California Sur verbreitet.
Die Erstbeschreibung als Mammillaria schumannii erfolgte 1891 durch Heinrich Hildmann († 1895). Peter B. Breslin und Lucas C. Majure stellten die Art 2021 in die Gattung Cochemiea. Ein weiteres nomenklatorisches Synonym ist Bartschella schumannii (Hildm.) Britton & Rose (1923).
In der Roten Liste gefährdeter Arten der IUCN wird die Art als „Endangered (EN)“, d. h. als stark gefährdet geführt.

## Nachweise